# Callerebia danorum
Callerebia danorum är en fjärilsart som beskrevs av Clench och Shoumatoff 1956. Callerebia danorum ingår i släktet Callerebia och familjen praktfjärilar. Inga underarter finns listade i Catalogue of Life.